# Automne (poème)
Pour les articles homonymes, voir Automne (homonymie).

Automne (en russe : Осень) est un poème inachevé, écrit en ottava rima, en 1833, par le poète russe Alexandre Pouchkine.
C'est un vers de Gavrila Derjavine extrait de À Eugène. Vie de Zvanskaïa qui sert d'épigraphe au poème de Pouchkine : « Pourquoi mon esprit n'entre-t-il pas dans mon sommeil ? » (en russe : Чего в мой дремлющий тогда не входит ум ?),.
Le poème Automne est écrit par Pouchkine durant la partie de sa vie appelée Automne de Boldino en octobre 1833, dans le village de Bolchoïe Boldino, dans l'oblast de Nijni Novgorod. Il s'agit de son second séjour à Boldino. Le premier avait été provoqué par un confinement durant une épidémie de choléra en 1830. Ses séjours sont des périodes parmi les plus riches de sa vie de poète.
Il compose alors les poèmes Andjelo et Le Cavalier de bronze, Le Conte du pêcheur et du petit poisson et Conte de la Princesse morte et des sept chevaliers, Histoire de Pougatchev et Chanson des slaves occidentaux, et il commence à travailler au récit La Dame de pique.
Automne n'a pas été publié du vivant du poète.

## Histoire de la composition
Dans une lettre écrite à son épouse à Saint-Pétersbourg le 30 octobre 1833 Pouchkine écrit depuis Boldino :

« Tu me demandes comment je vis et si j'ai embelli ? D'abord je me suis laissé pousser la barbe et la moustache : « moustache et barbe — compliment mon brave ; je sors dans la rue et on m'appelle tonton ». 2) Je me réveille à 7 heures, je bois du café et je me couche jusqu'à 3 heures. Je me suis récemment replongé dans l'écriture avec acharnement, et j'ai déjà écrit abondamment. À 3 heures je pars à cheval, à 5 heures je prends un bain, puis je dîne avec des pommes de terre et du kacha de sarrasin. Voilà pour toi de quoi est faite ma journée, et toutes les autres sont pareilles. »

.

## Appréciation

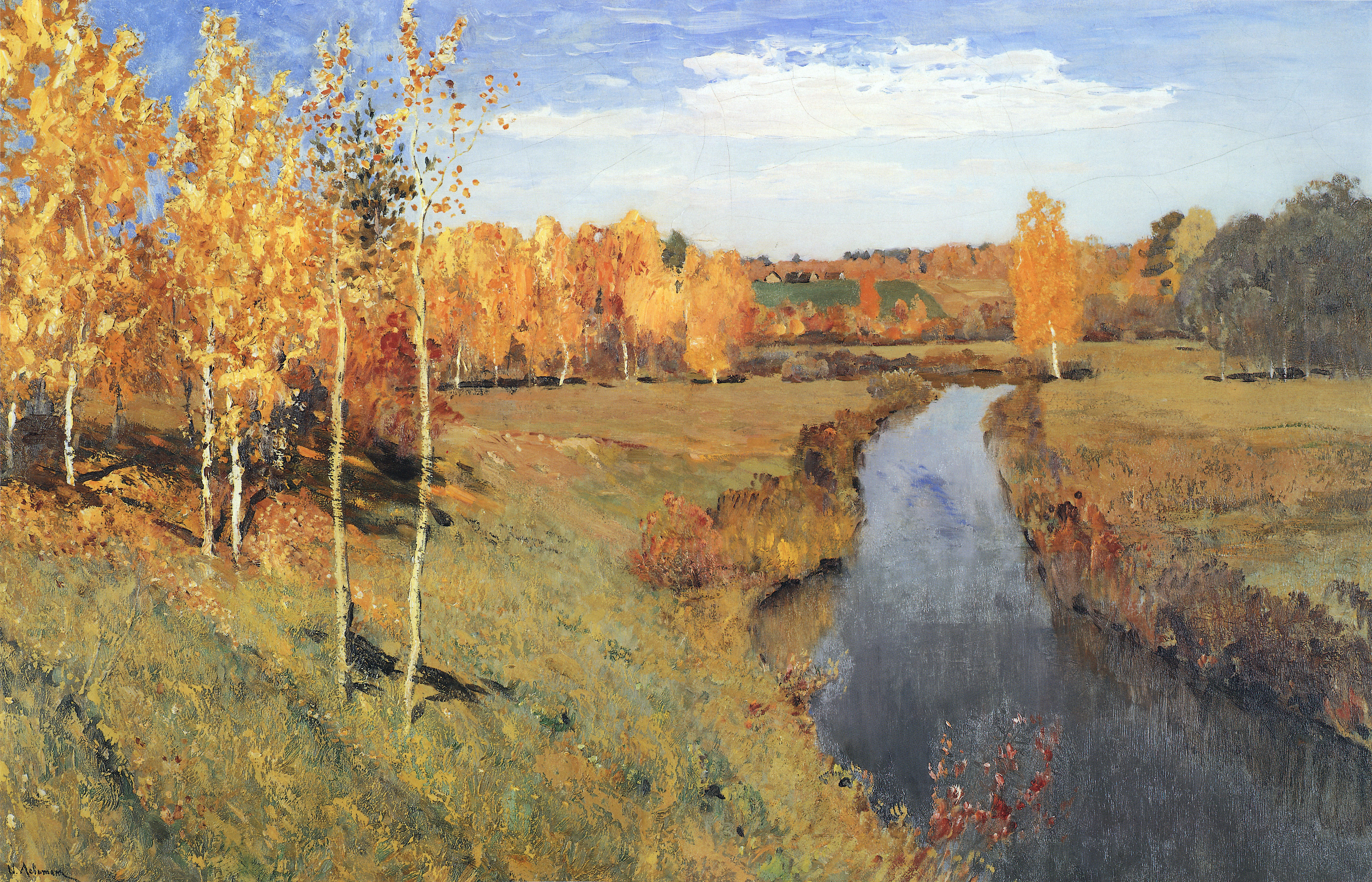
Isaac Levitan, Automne doré.

Pour le critique littéraire Ettore Lo Gatto, « la révélation merveilleuse de la nature russe est l'un des plus grands mérites de Pouchkine dans l'histoire de la poésie de son pays... Elle est fondée sur une contemplation sereine mais avec un relief exceptionnel donné aux détails spécifiquement russes, au moment où cette contemplation se traduit en art. ». Ses poèmes lyriques consacrés à la nature, comme La Tempête, Route d'hiver, Matin d'hiver L'Avalanche sont parmi les plus beaux. 
L'historien d'art Alekseï Fiodorov-Davydov compare le tableau d'Isaac Levitan Automne doré et observe que, avant ce tableau, aucun des représentants de la peinture de paysage russe (y compris Levitan lui-même) « n'avait donné une image à la fois aussi solennelle et épanouie de l'automne pareille à celle du poème de Pouchkine Automne. ».

## Début du poème
Premiers vers du poème l'Automne :
| Octobre est arrivé, le taillis secoue Les dernières feuilles de ses branches nues ; L'automne exhale le froid - la route est gelée Le ruisseau murmure encore derrière le moulin— Alexandre Pouchkine, Automne | Октябрь уж наступил — уж роща отряхает Последние листы с нагих своих ветвей; Дохнул осенний хлад — дорога промерзает. Журча еще бежит за мельницу ручей,...— Alexandre Pouchkine, Automne |